# Перачиця
Перачиця (словен. Peračica) — поселення в общині Радовлиця, Горенський регіон, Словенія. Висота над рівнем моря: 455,1 м.